# Barry Downing
Barry Downing (còn gọi là B. H. Downing) (sinh năm 1938 tại Syracuse, New York) là một mục sư Giáo hội Trưởng lão và người đề xướng thuyết nhà du hành vũ trụ cổ. Cuốn sách The Bible and Flying Saucers (Kinh Thánh và đĩa bay) của ông vào năm 1968, tuyên bố các hiện tượng UFO chịu trách nhiệm cho nhiều sự kiện trong Kinh Thánh.

## Tiểu sử
Downing có bằng tiến sĩ về mối quan hệ giữa tôn giáo và khoa học từ Đại học Edinburgh xứ Scotland. Ông cũng có bằng cử nhân vật lý của trường Hartwick College, và bằng cấp từ Chủng viện Thần học Princeton. Năm 2008, ông là đại biểu của Chủng viện Thần học Princeton tới dự lễ nhậm chức của Margaret Drugovich với tư cách là Chủ tịch thứ 10 của Trường Hartwick College. Ông là mục sư của Giáo hội Trưởng lão Northminster ở Endwell, New York. Tại Edinburgh Downing theo học Giáo sư John McIntyre, và Giáo sư Thomas F. Torrance; luận văn của ông, Eschatological Implications of the Understanding of Time and Space in the Thought of Isaac Newton, đã được chấp nhận vào năm 1966. Ông được liệt kê trong Who's Who in Theology and Science (Ẩn ý của Thuyết mạt thế trong sự hiểu biết về thời gian và không gian trong tư tưởng của Isaac Newton), cũng như trong The Encyclopedia of Extraterrestrial Encounters (Bách khoa toàn thư về những cuộc gặp gỡ ngoài Trái Đất). Ông còn làm nhà tư vấn thần học cho Mạng lưới UFO Song phương (MUFON)  từ năm 1972, và trong ban giám đốc quốc tế của Quỹ Nghiên cứu UFO (FUFOR).

## The Bible and Flying Saucers
Downing viết cuốn The Bible and Flying Saucers (Kinh Thánh và đĩa bay) vào năm 1968. Ông viết trong cuốn sách rằng Chúa Giêsu là một người ngoài hành tinh được gửi đến Trái Đất cứu rỗi thế giới tội lỗi và xấu xa, ông đã trích dẫn những dòng Kinh Thánh như Chúa Giêsu đến từ một thế giới khác (John 8: 23) nhằm ủng hộ tuyên bố của mình, Downing cũng tin rằng Chúa Giêsu rời Trái Đất trong một chiếc đĩa bay đến một hành tinh khác, hoặc có lẽ là một chiều không gian khác. Trong cuốn sách Downing cho biết thiên thần từ Kinh Thánh thực sự là người ngoài hành tinh và "người ngoài hành tinh thiên thần" đã nói chuyện với Moses trên núi Sinai nơi ông bước lên UFO để nhận các tấm bia Lề Luật, và thông số kỹ thuật cho việc xây dựng Lều Hội Ngộ. Theo Downing, người ngoài hành tinh đã nói chuyện với Elijah và hướng dẫn người Israel cổ đại, cung cấp cho họ manna trong vùng hoang mạc. Downing cũng xác nhận trong cuốn sách rằng một phương tiện bay dưới sự điều hành của những sinh vật ngoài hành tinh thông minh chịu trách nhiệm cho việc rẽ nước Biển Đỏ.

## Những năm gần đây
Năm 2009, Downing xuất hiện trong chương trình truyền hình trên kênh History Channel gọi là Ancient Aliens (Người ngoài hành tinh cổ đại).